# Grupo (química)
Em química, denomina-se grupo cada coluna vertical da tabela periódica. Os elementos pertencentes ao mesmo grupo apresentam propriedades semelhantes e, em geral, o mesmo número de elétrons no nível mais externo de energia (camada de valência).
Não é por acidente que vários destes grupos correspondem diretamente a séries químicas: a tabela periódica foi criada originalmente para organizar as séries químicas conhecidas num esquema único.
Os elementos em um grupo têm configurações semelhantes na camada de elétrons mais externa dos seus átomos: visto que a maioria das propriedades químicas tem a ver com as interações dos elétrons exteriores, isto tende a dar aos elementos do mesmo grupo propriedades físicas e químicas semelhantes.
Os grupos da tabela periódica são numerados de 1 a 18. Antigamente eram numerados de 1 a 8, com subdivisões A e B . Essa notação não é recomendada pela IUPAC (União Internacional de Química Pura e Aplicada), assim como não é mais utilizado o termo família para nomear a coluna vertical da tabela periódica. Esses elementos também aparecem organizados em linhas verticais que são denominadas de famílias ou grupos dos elementos. Atualmente, as famílias vão de 1 até 18. Os elementos de uma mesma família possuem a mesma quantidade de elétrons na última camada eletrônica e, devido a isso, suas propriedades são semelhantes.

## Os grupos
Os dezoito grupos (colunas verticais) da tabela periódica e os respectivos elementos que a pertencem são:
- Grupo 1 - metais alcalinos:
Lítio, sódio, potássio, rubídio, césio e frâncio.
- Grupo 2 - metais alcalino-terrosos:
Berílio, magnésio, cálcio, estrôncio, bário e rádio.
- Grupo 3 - grupo do escândio:
Escândio, ítrio, série dos lantanídios e série dos actinídeos. Do grupo 3 ao 12 são metais de transição
- Grupo 4 - grupo do titânio:
Titânio, zircônio, háfnio e rutherfórdio.
- Grupo 5 - grupo do vanádio:
Vanádio, nióbio, tantálio e dúbnio.
- Grupo 6 - grupo do crômio:
Crômio, molibdênio, tungstênio e seabórgio.
- Grupo 7 - grupo do manganês:
Manganês, tecnécio, rênio e bóhrio.
- Grupo 8 - grupo do ferro:
Ferro, rutênio, ósmio e hássio.
- Grupo 9 - grupo do cobalto:
Cobalto, ródio, irídio e meitnério.
- Grupo 10 - grupo do níquel:
Níquel, paládio e platina.
- Grupo 11 - grupo do cobre:
Cobre, prata e ouro.
- Grupo 12 - grupo do zinco:
Zinco, cádmio e mercúrio.
- Grupo 13 - grupo do boro:
Boro, alumínio, gálio, índio e tálio.
- Grupo 14 - grupo do carbono:
Carbono, silício, germânio, estanho, chumbo e fleróvio.
- Grupo 15 - grupo do nitrogênio:
Nitrogênio, fósforo, arsênio, antimônio e bismuto.
- Grupo 16 - calcogênios:
Oxigênio, enxofre, selênio, telúrio, polônio e livermório.
- Grupo 17 - halogênios:
Flúor, cloro, bromo, iodo e astato.
- Grupo 18 - gases nobres:
Hélio, neônio, argônio, criptônio, xenônio e radônio.

## Tabela Periódica
| Grupo #   | 1                             | 2                        |            | 3                   | 4                      | 5                     | 6                   | 7                  | 8                 | 9                   | 10                   | 11                   | 12                   | 13                 | 14                 | 15                   | 16                   | 17                | 18                    |
| --------- | ----------------------------- | ------------------------ | ---------- | ------------------- | ---------------------- | --------------------- | ------------------- | ------------------ | ----------------- | ------------------- | -------------------- | -------------------- | -------------------- | ------------------ | ------------------ | -------------------- | -------------------- | ----------------- | --------------------- |
|           | Hidrogênio e metais alcalinos | Metais alcalino-terrosos |            |                     |                        |                       |                     |                    |                   |                     |                      |                      |                      | Triels             | Tetrels            | Pnictogênios         | Calcogênios          | Halogênios        | Gases nobres          |
| Período 1 | Hidrogênio1H1.0080            |                          |            |                     |                        |                       |                     |                    |                   |                     |                      |                      |                      |                    |                    |                      |                      |                   | Hélio2He4.0026        |
| 2         | Lítio3Li6.94                  | Berílio4Be9.0122         |            |                     |                        |                       |                     |                    |                   |                     |                      |                      |                      | Boro5B10.81        | Carbono6C12.011    | Nitrogênio7N14.007   | Oxigênio8O15.999     | Flúor9F18.998     | Neónio10Ne20.180      |
| 3         | Sódio11Na22.990               | Magnésio12Mg24.305       |            |                     |                        |                       |                     |                    |                   |                     |                      |                      |                      | Alumínio13Al26.982 | Silício14Si28.085  | Fósforo15P30.974     | Enxofre16S32.06      | Cloro17Cl35.45    | Argónio18Ar39.95      |
| 4         | Potássio19K39.098             | Cálcio20Ca40.078         |            | Escândio21Sc44.956  | Titânio22Ti47.867      | Vanádio23V50.942      | Cromo24Cr51.996     | Manganês25Mn54.938 | Ferro26Fe55.845   | Cobalto27Co58.933   | Níquel28Ni58.693     | Cobre29Cu63.546      | Zinco30Zn65.38       | Gálio31Ga69.723    | Germânio32Ge72.630 | Arsênio33As74.922    | Selênio34Se78.971    | Bromo35Br79.904   | Criptônio36Kr83.798   |
| 5         | Rubídio37Rb85.468             | Estrôncio38Sr87.62       |            | Ítrio39Y88.906      | Zircônio40Zr91.224     | Nióbio41Nb92.906      | Molibdênio42Mo95.95 | Tecnécio43Tc[97]   | Rutênio44Ru101.07 | Ródio45Rh102.91     | Paládio46Pd106.42    | Prata47Ag107.87      | Cádmio48Cd112.41     | Índio49In114.82    | Estanho50Sn118.71  | Antimônio51Sb121.76  | Telúrio52Te127.60    | Iodo53I126.90     | Xenônio54Xe131.29     |
| 6         | Césio55Cs132.91               | Bário56Ba137.33          | 1 asterisk | Lutécio71Lu174.97   | Háfnio72Hf178.49       | Tântalo73Ta180.95     | Tungstênio74W183.84 | Rénio75Re186.21    | Ósmio76Os190.23   | Irídio77Ir192.22    | Platina78Pt195.08    | Ouro79Au196.97       | Mercúrio80Hg200.59   | Tálio81Tl204.38    | Chumbo82Pb207.2    | Bismuto83Bi208.98    | Polonio84Po[209]     | Astato85At[210]   | Radônio86Rn[222]      |
| 7         | Frâncio87Fr[223]              | Rádio88Ra[226]           | 1 asterisk | Laurêncio103Lr[266] | Rutherfórdio104Rf[267] | Dúbnio105Db[268]      | Seabórgio106Sg[269] | Bóhrio107Bh[270]   | Hássio108Hs[271]  | Meitnério109Mt[278] | Darmstátio110Ds[281] | Roentgênio111Rg[282] | Copernicio112Cn[285] | Nihônio113Nh[286]  | Fleróvio114Fl[289] | Moscovio115Mc[290]   | Livermório116Lv[293] | Tenesso117Ts[294] | Oganessônio118Og[294] |
|           |                               |                          |            |                     |                        |                       |                     |                    |                   |                     |                      |                      |                      |                    |                    |                      |                      |                   |                       |
|           |                               |                          | 1 asterisk | Lantânio57La138.91  | Cério58Ce140.12        | Praseodímio59Pr140.91 | Neodímio60Nd144.24  | Promecio61Pm[145]  | Samario62Sm150.36 | Európio63Eu151.96   | Gadolinio64Gd157.25  | Térbio65Tb158.93     | Disprósio66Dy162.50  | Hólmio67Ho164.93   | Érbio68Er167.26    | Túlio69Tm168.93      | Itérbio70Yb173.05    |                   |                       |
|           |                               |                          | 1 asterisk | Actínio89Ac[227]    | Tório90Th232.04        | Protactínio91Pa231.04 | Urânio92U238.03     | Neptunio93Np[237]  | Plutonio94Pu[244] | Americio95Am[243]   | Cúrio96Cm[247]       | Berkélio97Bk[247]    | Califórnio98Cf[251]  | Einstênio99Es[252] | Férmio100Fm[257]   | Mendelevio101Md[258] | Nobélio102No[259]    |                   |                       |

- Ca: 40.078 — Valor abreviado (incerteza omitida aqui)[2]
- Po: [209] — número de massa do isótopo mais estável

| s-block | f-block | d-block | p-block |

1. ↑  Meija, Juris; Coplen, Tyler B.; Berglund, Michael; Brand, Willi A.; De Bièvre, Paul (2016). «Atomic weights of the elements 2013 (IUPAC Technical Report)». Pure and Applied Chemistry. 88 (3): 265–291. doi:10.1515/pac-2015-0305
2. ↑  Prohaska, Thomas; Irrgeher, Johanna; Benefield, Jacqueline; Böhlke, John K.; Chesson, Lesley A.; Coplen, Tyler B.; Ding, Tiping; Dunn, Philip J. H.; Gröning, Manfred; Holden, Norman E.; Meijer, Harro A. J. (4 de maio de 2022). «Standard atomic weights of the elements 2021 (IUPAC Technical Report)». Pure and Applied Chemistry (em inglês). ISSN 1365-3075. doi:10.1515/pac-2019-0603